# Melaleucopis simmondsi
Melaleucopis simmondsi är en tvåvingeart som beskrevs av Curtis W. Sabrosky 1958. Melaleucopis simmondsi ingår i släktet Melaleucopis och familjen markflugor. Inga underarter finns listade i Catalogue of Life.